# رادار هواشناسی

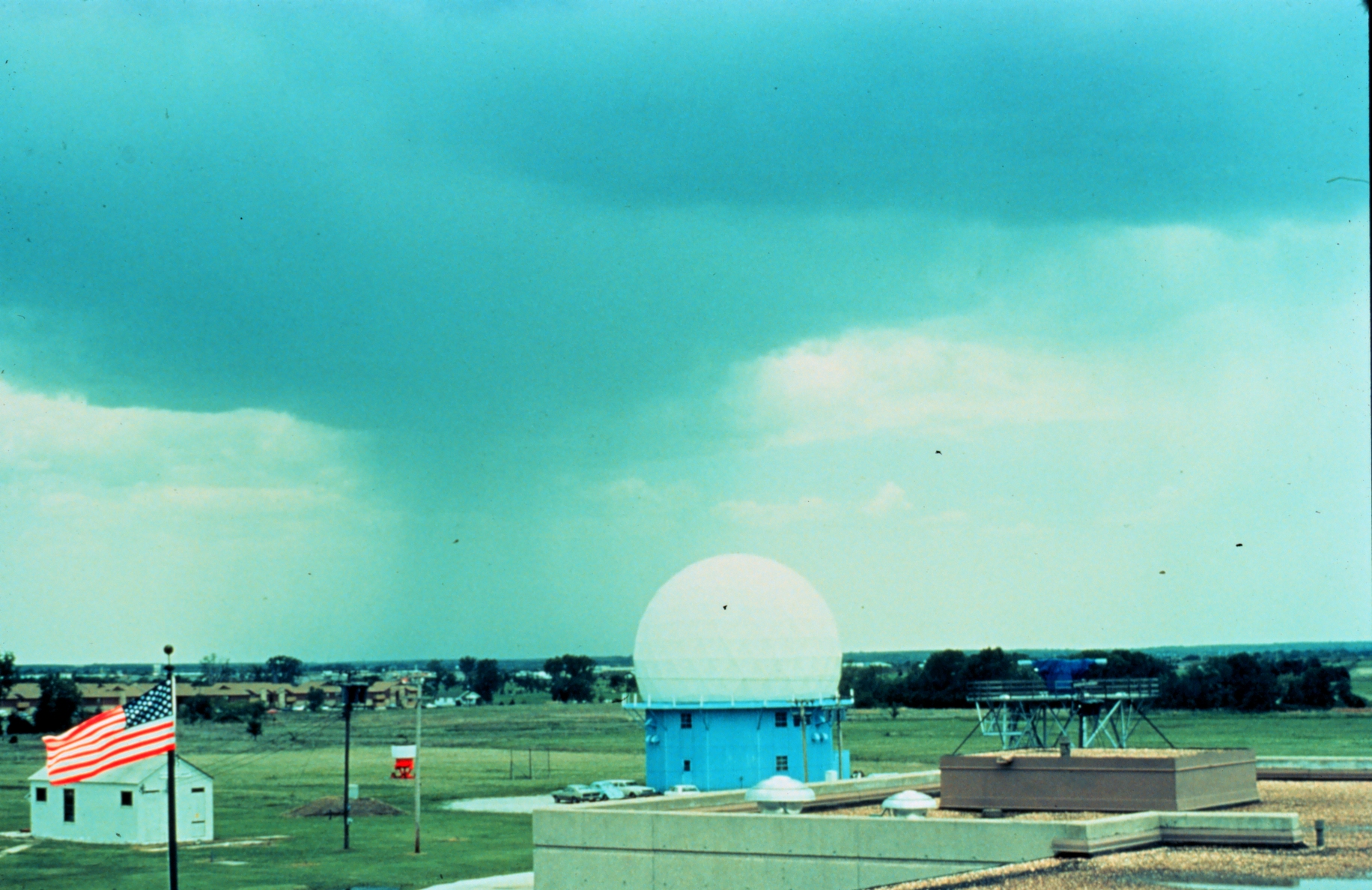
یک رادار هواشناسی در نورمن، اکلاهما

رادار هواشناسی نوعی از رادار است که برای مکان یابی بارش، محاسبهٔ حرکت آن و تخمین نوع آن(باران، برف، تگرگ و غیره) به کار می‌رود. بیشتر رادارهای هواشناسی از نوع پالس-دوپلر هستند که توانایی شناسایی حرکت قطره‌های باران و شدت بارش را دارند. هر دو نوع این اطلاعات می‌تواند برای تعیین ساختار طوفان و پتانسیل آن برای ایجاد هوای بد تحلیل شود.

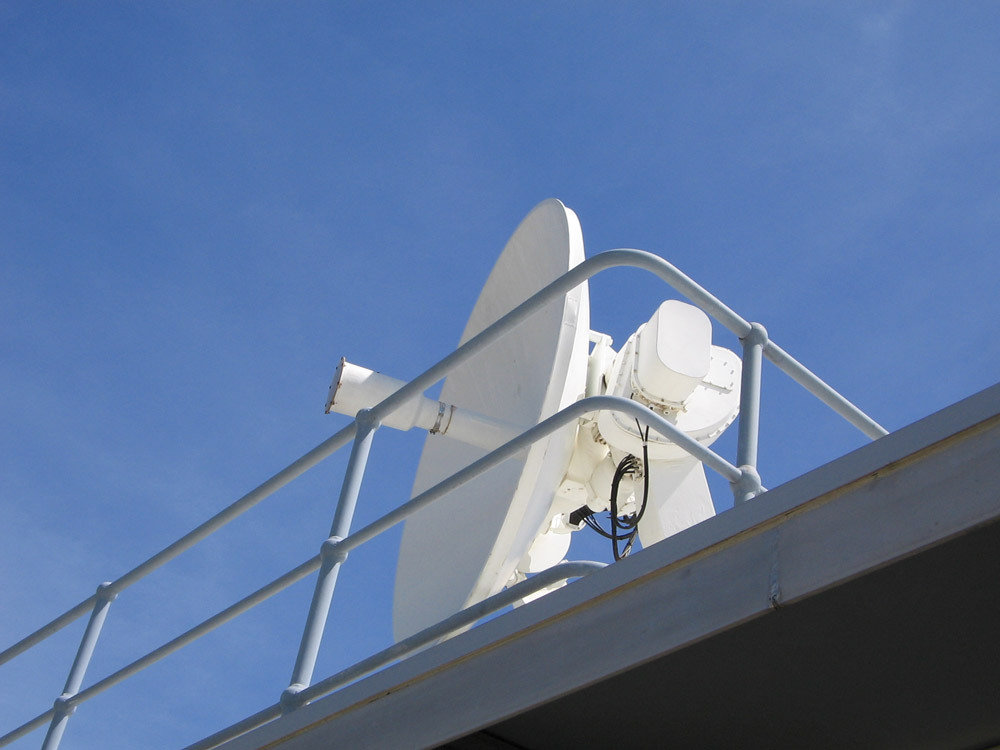
دیش رادار هواشناسی

در خلال جنگ جهانی دوم کاربران رادار متوجه شدند که وضع هوا بازتابی را روی صفحهٔ رادار ایجاد می‌کند و باعث می‌شود که روی اهداف احتمالی دشمن ماسکه شده و دیده نشوند. تکنیک‌هایی ابداع شد تا این پدیده را فیلتر کند، ولی دانشمندان آغاز به مطالعهٔ این پدیده کردند. زمان چندانی از پایان جنگ نگذشته بود که برخی از رادارهای اضافی برای شناسایی بارش به کار گرفته شدند. از آن زمان به بعد، رادارهای هواشناسی به صورت تخصصی آغاز به تغییر و تحول کردند و هم‌اکنون به وسیلهٔ خدمات هواشناسی ملی، اداره پژوهش در دانشگاه‌ها و اخبار هواشناسی تلویزیون به کار برده می‌شوند. تصاویر خام به‌طور مرتب به کار می‌روند و نرم‌افزار تخصصی داده‌های رادار را برای انجام پیش‌بینی کوتاه مدت وضعیت آیندهٔ هوا و شدت باران، برف، تگرگ و دیگر پدیده‌ها دریافت می‌کند. آن چه که از رادار دریافت می‌شود به شکل الگوهای پیش بینی عددی وضع هوا برای بهبود تحلیل‌ها و پیش‌بینی‌ها به کار می‌رود. 

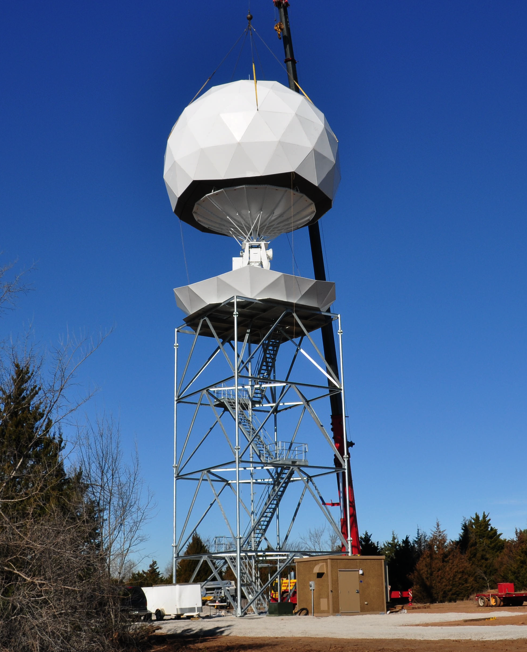
رادار هواشناسی در حال ساخت ایو-پرایم در دانشگاه اکلاهما

## تاریخچه
در خلال جنگ جهانی دوم کاربران رادارهای نظامی متوجه نویزی در بازتاب‌های رادار بسته به باران و برف می‌شدند. پس از جنگ دانشمندان نظامی یا به زندگی غیرنظامی بازگشتند یا در نیروهای مسلح به کار ادامه دادند و کار خود را برای پیدا کردن کاربردی برای آن بازتاب‌ها دنبال نمودند. در ایالات متحدهٔ آمریکا دیوید اطلس که در اغاز برای نیروی هوایی ایالات متحده آمریکا و سپس برای مؤسسه فناوری ماساچوست کار می‌کرد نخستین رادار هواشناسی عملیاتی را ساخت. در کانادا جی اس مارشال و ار ایچ داگلاس گروه هوای طوفانی را تشکیل دادند. مارشال و دانشجوی دکترای او والتر پالمر برای کار بر روی اندازه قطره‌های باران در ارتفاع متوسط از سطح زمین معروف هستندکه این کار منجر به درک ارتباط بازتاب موج‌های رادار با نسبت فروافتادن آب باران از زمین گردید. در بریتانیا پژوهش بر روی الگوهای بازتاب راداری و عناصر آب و هوایی مانند باران ابر پوشنی ادامه یافت و آزمایش‌هایی برای ارزشیابی پتانسیل طول موج‌های مختلف از ۱ تا ۱۰ سانتیمتر انجام شد. در سال ۱۹۵۰ شرکت بریتانیایی ئی کی سی او تجهیزات راداری هشدار ابر و برخورد را به نمایش گذاشت.

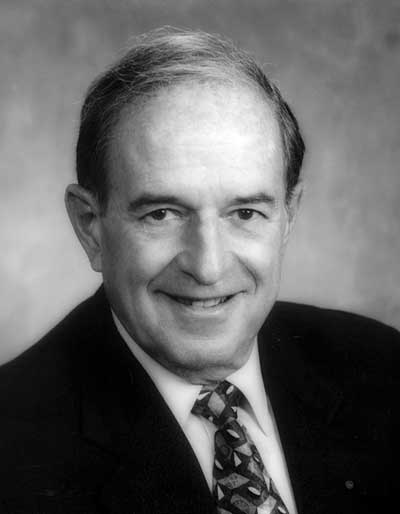
دیوید اطلس، مخترع نخستین رادار هواشناسی

در سال ۱۹۵۳ دونالد استگز مهندس برقی که برای نقشه برداری آب‌های ایالت ایلینوی کار می کرد نخستین مشاهدهٔ بازتاب قلاب مانند را که همراه طوفان تندری پیچندی بود ضبط کرد.
از سال ۱۹۵۰ تا ۱۹۸۰ رادارهای بازتابی که موقعیت و شدت بارش را اندازه گیری می‌کنند در مراکز هواشناسی در سرتاسر جهان به کار گرفته شدند. هواشناسان اولیه مجبور بودند یک لامپ پرتوی کاتدی را نگاه کنند. در دههٔ ۱۹۷۰ رادارها استاندارد شده و در شبکه‌ها سازماندهی شدند. نخستین دستگاه‌ها برای دریافت تصاویر راداری ساخته شد. تعداد زوایای اسکن شده افزایش پیدا کرد تا دیدی سه بعدی از بارش به دست دهد و تصویر از زاویهٔ افقی و از زاویهٔ عمودی نشان داده شود. سپس مطالعه بر روی ایجاد طوفان‌های تندری برای پروژه تگرگ آلبرتا در کانادا و به ویژه آزمایشگاه ملی طوفان‌های شدید در ایالات متحده امکان‌پذیر شد.
آزمایشگاه ملی طوفان‌های شدید که در سال ۱۹۶۴ بر پا شده بود آزمایش‌های خود را بر روی سیگنال دو قطبی شده و بر روی کارکرد اثر دوپلر آغاز کرد. در ماه مه ۱۹۷۳ یک پیچند شهر یونین سیتی را در ایالت اکلاهما در غرب اکلاهماسیتی ویران کرد. برای نخستین بار رادار با طول موج دوپلر شده ده سانتیمتری متعلق به آزمایشگاه طوفان‌های شدید چرخه کامل زندگی پیچند را ثبت نمود. پژوهشگران چرخشی میان مقیاسی را در ابر از بالا پیش از این که پیچند به زمین برخورد کند کشف کردند که مشخصه گردباد پیچندی نام گرفت. پژوهش آزمایشگاه ملی طوفان‌های شدید خدمات هواشناسی ملی را قانع کرد که رادار دوپلر ابزاری مهم برای پیش‌بینی وضع هوا است. ابرپیچندهای سوم و چهارم آوریل ۱۹۷۴ و خرابی‌های گستردهٔ آن باعث شد که پشتیبانی مالی برای توسعه بیشتر دریافت شود.
بین سال‌های ۱۹۸۰ و ۲۰۰۰ شبکه‌های رادار هواشناسی پدیده‌ای عادی و رایج در آمریکای شمالی، اروپا ژاپن و دیگر کشورهای توسعه یافته بودند. رادارهای سنتی جای خود را به رادارهای دوپلر دادند. رادارهای دوپلر علاوه بر موقعیت یابی و شدت بارش می‌توانست سرعت نسبی ذرات در هوا را نیز تعیین کند. در ایالات متحده ساخت شبکه‌ای شامل رادارهای ۱۰ سانتیمتری با نام نکسراد یا دبلیواس آر-۸۸دی(رادار خدمات هواشناسی ۱۹۸۸ دوپلر) پس از پژوهش‌های آزمایشگاه ملی طوفان‌های شدید آغاز شد. در کانادا اداره محیط زیست این کشور در سال ۱۹۸۵ ایستگاه کینگ سیتی را با یک رادار پژوهشی دوپلر ۵ سانتیمتری ساخت. در سال ۱۹۹۳ دانشگاه مک جیل رادار خود را دوپلریزه نمود. این تحولات منجر به ایجاد شبکهٔ کامل دوپلری در کانادا بین سال‌های ۱۹۹۸ تا ۲۰۰۴ گردید. فرانسه و دیگر کشورها تا اوائل دههٔ ۲۰۰۰ شبکه‌های خود را به شبکه‌های دوپلری تغییر دادند. در این میان پیشرفت‌های سریع در تکنولوژی کامپیوتری منجر به الگوریتم‌هایی برای شناسایی علائم آب و هوای بد گردید.
پس از سال ۲۰۰۰ پژوهش بر روی تکنولوژی دوقطبی به سمت و سوی کاربرد عملیاتی حرکت نمود که موجب افزایش میزان اطلاعات در دسترس دربارهٔ نوع بارش (باران و برف) گردید. دوقطبی شدگی یعنی تابش امواج مایکروویو هم به صورت افقی و هم عمودی (نسبت به زمین). انتظار می‌رود این تکنولوژی به مقیاس گسترده‌ای تا اواخر دهه در برخی از کشورها مانند ایالات متحده و فرانسه و کانادا به کار رود. در فوریه ۲۰۱۳ رادار هواشناسی دوقطبی دوپلر هنگامی که پیچندی شبانه میسیسیپی جنوبی را در هم کوبید جان انسان‌های بسیاری را نجات داد.
از سال ۲۰۰۳ اداره ملی اقیانوسی و جوی در حال آزمایش با رادار آرایه فازی به عنوان جایگزین برای آنتن‌های سهموی قدیمی است تا مدت زمان کمتری را صرف پدیده‌های جوی کند. چنین راداری در طوفان‌های تندری شدید که پدید آمدن آن‌ها با اطلاعات به موقع بهتر می‌تواند بررسی شود اهمیت خود را نشان می‌دهد.
همچنین در سال ۲۰۰۳ بنیاد ملی علوم کانون پژوهش مهندسی برای بررسی گروهی تطبیقی جو را بر پا نمود. این کانون از همکاری چندرشته‌ای و چنددانشگاهی مهندسان، دانشمندان کامپیوتر، هواشناسان، جامعه شناسان برای انجام پژوهش‌های بنیادین و به کارگیری نمونه‌های اولیه سیستم‌های مهندسی تشکیل شده‌است.

## کاربردهای رادار هواشناسی

امنیت ترافیک هوایی؛ با توجه به اینکه رادار هواشناسی می تواند پدیده های جوی را در سطوح فوقانی با دقتی بالا کشف و ردیابی کند، این امکان را فراهم می آورد تا خلبان پیش از ورود هواپیما به منطقه ای که شرایط نامناسب جوی دارد از موضوع آگاهی پیدا کند و تصمیمات لازم را اتخاذ نماید. اندازه گیری و کشف توربولانس ها و چینش باد از ویژگی های مهم رادار هواشناسی است.
آبشناسی؛ رادار هواشناسی امکان پیش بینی های کوتاه مدت و دقیق از میزان بارندگی را فراهم می آورد. این پیش بینی ها می تواند مبنای خوبی برای مدیریت منابع آب از قبیل تنظیم دریچه های خروجی آب از سدها برای جلوگیری از سرریز شدن، پاکسازی راه آبها و .... را فراهم آورد. همچنین این اطلاعات می تواند برای صدور هشدار نسبت به وقوع سیلاب یا طوفان بکار رود.
کشاورزی؛همانطور که گفته شد رادار هواشناسی امکان پیش بینی های کوتاه مدت بارندگی را فراهم می آورد. این پیش بینی ها علاوه بر میزان بارندگی، شدت و نوع آن را نیز شامل می شود. به این ترتیب پدیده های زیانبار برای محصولات کشاورزی از قبیل تگرگ، باران شدید و طوفان قابل پیش بینی خواهد بود. 
تعدیل آب و هوا؛شناسایی و ردیابی توده های فعال و غیر فعال جوی و برآورد نوع فعالیت آنها می تواند منجر به اتخاذ تصمیم درست و به موقع برای باروری ابرها، تبدیل تگرگ به باران و سایر روش های تعدیل آب و هوا شود.  
مدیریت راه ها؛ فراهم آوردن امکان پیش بینی بارش برف و سایر نزولات آسمانی و طوفان ها می تواند عاملی موثر در جلوگیری از حوادث رانندگی ناشی از لغزندگی معابر و سوانح سقوط بهمن باشد.
پیش بینی وضعیت هوا؛ رادار هواشناسی کاربرد عمده ای در پیش بینی های کوتاه مدت و بلند مدت وضع هوا و تحلیل و شرایط جوی دارند و وضعیت جوی حاضر را با تصویرهایی گویا و زیبا ارائه می دهند که قابل ارائه از طریق رسانه های جمعی نظیر تلویزیون و اینترنت می باشد

## رادار هواشناسی در ایران
سازمان هواشناسی کشور اقدام به ایجاد شبکه ملی رادارهای هواشناسی نموده است. در این پروژه بر اساس مطالعات انجام شده توسط کارشناسان داخلی و خارجی، مناطق اولویت دار و نقاط مناسب جهت نصب رادار مورد بررسی قرار گرفت وبراساس این مطالعات مقرر شده است در فاز ۱ پروژه،  ۶ رادار هواشناسی در مجاورت اهواز، تبریز، تهران، کرمانشاه، شیراز و بندر امیرآباد نصب شودوایجاد و توسعه شبکه رادارهای هواشناسی کشور در قالب یک قراردادtrust fund به سازمان جهانی هواشناسی محول شود.
در مرحله اول پروژه ۶ دستگاه رادار در قالب بودجه مصوب دولت توسط سازمان جهانی هواشناسی WMO از شرکت گماترونیک آلمان خریداری گردید.  رادار شیراز به دلیل مشکلات تملک زمین به بوشهر منتقل گردید.
عملیات سایت یابی فاز ۱ رادار طی سال های گذشته با نظر مشاوره مشاوران خارجی و کارشناسان سازمان جهانی هواشناسی WMO شروع شد و در نهایت با همکاری شرکت مهندسین مشاور طرح ارتباطات به عنوان مشاور پروژه و کارشناسان گروه رادار به پایان رسید.
سایت یابی رادارهای فاز ۲ پس از تعیین اولویت برای استانهای خراسان رضوی، اصفهان، فارس، زنجان، بندر عباس، گیلان و اصفهان به انجام رسیده است و عملیات ساختمانی نیز در برخی از این استانها آغاز شده است.
سایت رادار مجموعه ای است شامل رادار هواشناسی که بر روی دکل مربوطه نصب می شود. مجموعه تجهیزات و امکانات جانبی که برای کمک به کارکرد درست رادار مورد نیاز است معمولاً در فضایی به وسعت ده هزار متر مربع احداث میشود. این مجموعه شامل سیستم های حفاظتی در برابر صاعقه و آتش سوزی، تامین برق بدون وقفه، اتاق های کاری کارشناسان و فضاهای پشتیبانی سیستمهای حرارتی و برودتی می باشد.

### رادارهای نصب شده در ایران
- رادار اهواز : تاریخ نصب اردیبهشت ۱۳۸۳
- رادار تبریز :  تاریخ نصب خرداد ۱۳۸۴
- رادار خزر شرقی : تاریخ نصب اسفند ۱۳۸۵
- رادار کرمانشاه : تاریخ نصب شهریور۱۳۸۶
- رادار تهران :  تاریخ نصب تیر ۱۳۸۶
- رادار شیراز : تاریخ نصب ۱۳۹۳